# Nowo-Slawjanskoje
Nowo-Slawjanskoje (russisch Ново-Славянское, deutsch Königsfelde) ist ein Ort in der russischen Oblast Kaliningrad. Er gehört zur kommunalen Selbstverwaltungseinheit Munizipalkreis Osjorsk im Rajon Osjorsk.

## Geographische Lage
Nowo-Slawjanskoje liegt östlich von Osjorsk (Darkehmen/Angerapp) an der Kommunalstraße 27K-177, welche die Rajonstadt (12 Kilometer) mit Gawrilowo (Gawaiten/Herzogsrode) (4 Kilometer) verbindet. Ein Bahnanschluss besteht nicht.

## Geschichte
Das ehemalige Königsfelde gehörte zu den elf Landgemeinden und Gutsbezirken, die am 6. Mai 1874 den Amtsbezirk Wilhelmsberg (russisch: Jablonowka) bildeten. Im Jahre 1818 waren in dem Gutsdorf 111 Einwohner registriert, deren Zahl bis 1863 auf 214 anstieg. 1910 lebten in Königsfelde bereits 259 Menschen.
Am 17. Oktober 1928 erfolgte der Zusammenschluss der Landgemeinde Szameitschen (1936–1938 Schameitschen, 1938–1946 Brahmannsdorf, seit 1946 Solnetschnoje) und der Gutsbezirke Wilhelmsberg (Slawkino) und Königsfelde zur neuen Landgemeinde Wilhelmsberg (russisch: Jablonowka). Sie gehörte bis 1945 zum Landkreis Darkehmen (1939–1946 Landkreis Angerapp) im Regierungsbezirk Gumbinnen der preußischen Provinz Ostpreußen.
Im Januar 1945 wurde der Ort von der Roten Armee besetzt. Die neue Polnische Provisorische Regierung ging zunächst davon aus, dass er mit dem gesamten Kreis Darkehmen (Angerapp) unter ihre Verwaltung fallen würde. Im Potsdamer Abkommen (Artikel VI) von August 1945 wurde die neue sowjetisch-polnische Grenze aber unabhängig von den alten Kreisgrenzen anvisiert, wodurch der Ort unter sowjetische Verwaltung kam. Im November 1947 erhielt er den russischen Namen Nowo-Slawjanskoje und wurde gleichzeitig dem Dorfsowjet Pskowski selski Sowet in Rajon Osjorsk zugeordnet. Die polnische Umbenennung des Ortes in Grabówka im Februar 1949 wurde nicht mehr wirksam. 1954 gelangte der Ort in den Gawrilowski selski Sowet. Von 2008 bis 2014 gehörte Nowo-Slawjanskoje zur Landgemeinde Gawrilowskoje selskoje posselenije, von 2015 bis 2020 zum Stadtkreis Osjorsk und seither zum Munizipalkreis Osjorsk.

## Kirche
Vor 1945 gehörte Königsfelde mit seiner überwiegend evangelischen Bevölkerung zum Kirchspiel Wilhelmsberg  (Jablonowka) im Kirchenkreis Darkehmen (1938–1946 Angerapp, russisch: Osjorsk) in der Kirchenprovinz Ostpreußen der Kirche der Altpreußischen Union. Letzter deutscher Geistlicher war Pfarrer Johannes Schenk.
Während der Sowjetzeit brach alles kirchliche Leben aufgrund staatlichen Verbotes ein. Erst in den 1990er Jahren entstanden in der Oblast Kaliningrad neue evangelische Gemeinden, deren Nowo-Slawjanskoje am nächsten liegende die in Gawrilowo (Gawaiten, 1938–1946 Herzogsrode) ist. Sie ist in die Propstei Kaliningrad der Evangelisch-Lutherischen Kirche Europäisches Russland (ELKER) eingegliedert.